# Йожен Изаи
Йожен Изаи (на френски: Eugène Ysaÿe) е белгийски цигулар, композитор и диригент.
Той е роден на 16 юли 1858 година в Лиеж в семейството на диригент. През 1873 година завършва Лиежката консерватория, а от средата на 80-те години придобива международна известност, изнасяйки концерти в цяла Европа. От 1886 до 1898 година преподава в Брюкселската консерватория, като продължава да обучава ученици до края на живота си.
Йожен Изаи умира на 12 май 1931 година в Брюксел.